# 片山義継
片山 義継（かたやま よしつぐ、1959年2月22日 - ）は、京都府出身のサッカー審判員（元国際主審）、教諭。
高等学校の教諭として教鞭を取る傍ら、Jリーグの審判として活躍し、岡田正義・砂川恵一らとともにJリーグ初期から主審を務めていた。Jリーグ主審デビュー戦は1994年9月3日の清水エスパルス-ジュビロ磐田戦（神戸ユニバー記念競技場）。2003年11月16日には東京ヴェルディ-ジュビロ磐田戦（味の素スタジアム）でJ1リーグ戦主審担当通算100試合を達成した。
その後も安定したレフェリングを武器に、着実にキャリアを重ねていたが、2008年12月6日のJ1最終節、京都サンガF.C.-清水エスパルス戦（西京極）をもってJリーグの主審を退いた。主審としてJ/J1で162試合、J2で28試合の笛を吹いた（この他、J/J1の副審を12試合務めた）。

## 判定への評価
片山はJリーグ初期より、レフェリング方式の違いからよく岡田正義と比較される。岡田が厳しくファウルを取り、頻繁に笛を吹くのに対し、片山は危険なプレーでない限り笛を吹く機会が少ない。そのため、片山は試合の流れを切らない主審として選手やサポーターからもおおむね好評である。

## 話題になった主な試合・判定
2005年10月1日のJ1第26節、柏レイソル-ヴィッセル神戸戦において、柏が1点リードして迎えた後半41分、交代を告げられ、ピッチを歩いて去ろうとした小林亮に対して、片山は遅延行為と判断しイエローカードを提示した。小林に対する警告はこの日2枚目であったが、片山はこれに気付かず、交代を認めてしまった。この場合、小林はまだピッチ上の選手であるため、交代は認められないはずであった。小林がピッチから去った直後、第4の審判員である北村央春の指摘で小林が退場になるということに気付き、ベンチに戻った小林にレッドカードが提示されたが、交代は認められ、柏11人対神戸11人で試合は続行された。このことについては、当日のマッチコミッショナー、片山本人もミスジャッジであることを認めている。これにより、片山は北村、副審の安食弘幸と共に、同年10月末までJリーグの試合に指名されなかった。
また、2006年7月29日のJ1第16節、ガンバ大阪-アビスパ福岡戦では、ペナルティエリア付近で播戸竜二が倒されたファウルをFKと判定したことについて、ガンバの選手、監督から「PKではないか」と詰め寄られる場面があった。実際にファウルが起こったのはペナルティエリアの外であったので、この判定は「誤審」ではなかったものの、このプレーをセンターサークル付近から判定したことについて、「主審としては体力不足ではないか」という批判を受けた。実際、そのほかの試合においても片山が選手の動きに付いて行けない場面が見受けられていた。
1. ↑  出典 - Jリーグ「Jリーグ公式記録」
2. ↑  出典 - デイリースポーツ「審判員3人を指名停止」（2007年10月26日閲覧、現在はリンク切れ）

## 主審記録

### 片山義継
| 年度 | カテゴリ        | 試合 |           | 得点 | 平均 得点 | 警告 | 退場     | 退場 | 平均 警告数 | 平均 退場数 | 退 席 |  |    | 勝利/ 引分 | 勝率/ 引分率 （%） |
| ---- | --------------- | ---- | --------- | ---- | --------- | ---- | -------- | ---- | ----------- | ----------- | ----- |  | -- | ---------- | ------------------ |
| 年度 | カテゴリ        | 試合 | 一発 退場 | 得点 | 平均 得点 | 警告 | 警告 2回 |      | 平均 警告数 | 平均 退場数 | 退 席 |  |    | 勝利/ 引分 | 勝率/ 引分率 （%） |
| 2006 | J1 ナビスコ     | 22   | H         | 42   | 1.91      | 24   | 0        | 0    | 1.09        | 0.000       | 0     |  | H  | 10         | 45.5               |
| 2006 | J1 ナビスコ     | 22   | A         | 37   | 1.68      | 30   | 0        | 1    | 1.36        | 0.045       | 0     |  | A  | 8          | 36.4               |
| 2006 | J1 ナビスコ     | 22   | 計        | 79   | 3.59      | 54   | 0        | 1    | 2.45        | 0.045       | 0     |  | 分 | 4          | 18.2               |
| 2007 | J1・J2 ナビスコ | 18   | H         | 35   | 1.94      | 18   | 0        | 1    | 1.00        | 0.056       | 0     |  | H  | 11         | 61.1               |
| 2007 | J1・J2 ナビスコ | 18   | A         | 22   | 1.22      | 15   | 2        | 0    | 0.83        | 0.111       | 0     |  | A  | 5          | 27.8               |
| 2007 | J1・J2 ナビスコ | 18   | 計        | 57   | 3.17      | 33   | 2        | 1    | 1.83        | 0.167       | 0     |  | 分 | 2          | 11.1               |
| 2008 | J1・J2 ナビスコ | 17   | H         | 29   | 1.72*     | 10   | 0        | 0    | 0.59*       | 0.000       | 0     |  | H  | 12         | 70.6               |
| 2008 | J1・J2 ナビスコ | 17   | A         | 16   | 0.95*     | 22   | 0        | 0    | 1.31*       | 0.000       | 0     |  | A  | 3          | 17.6               |
| 2008 | J1・J2 ナビスコ | 17   | 計        | 45   | 2.67*     | 32   | 0        | 0    | 1.90*       | 0.000       | 0     |  | 分 | 2          | 11.8               |

### Jリーグ全主審
| 年度 | カテゴリ                         | 試合 |           | 得点 | 平均 得点* | 警告   | 退場     | 退場   | 平均 警告数* | 平均 退場数* | 退 席 |  |    | 勝利/ 引分 | 勝率/ 引分率 （%） |
| ---- | -------------------------------- | ---- | --------- | ---- | ---------- | ------ | -------- | ------ | ------------ | ------------ | ----- |  | -- | ---------- | ------------------ |
| 年度 | カテゴリ                         | 試合 | 一発 退場 | 得点 | 平均 得点* | 警告   | 警告 2回 |        | 平均 警告数* | 平均 退場数* | 退 席 |  |    | 勝利/ 引分 | 勝率/ 引分率 （%） |
| 2006 | J1・J2・入替 ナビスコ ゼロックス | 685  | H         | 1092 | 1.59       | 1236   | 15       | 48     | 1.80         | 0.092        | 2     |  | H  | 312        | 45.5               |
| 2006 | J1・J2・入替 ナビスコ ゼロックス | 685  | A         | 910  | 1.33       | 1447** | 27       | 69     | 2.11         | 0.140        | 7     |  | A  | 221        | 32.3               |
| 2006 | J1・J2・入替 ナビスコ ゼロックス | 685  | 計        | 2002 | 2.92       | 2683** | 42       | 117    | 3.91         | 0.232        | 9     |  | 分 | 152        | 22.2               |
| 2007 | J1・J2・入替 ナビスコ ゼロックス | 682  | H         | 966  | 1.42       | 1277   | 16       | 54***  | 1.87         | 0.103        | 5     |  | H  | 293        | 43.0               |
| 2007 | J1・J2・入替 ナビスコ ゼロックス | 682  | A         | 850  | 1.25       | 1379   | 36       | 55     | 2.02         | 0.133        | 8     |  | A  | 241        | 35.3               |
| 2007 | J1・J2・入替 ナビスコ ゼロックス | 682  | 計        | 1816 | 2.66       | 2656   | 52       | 109*** | 3.89         | 0.236        | 13    |  | 分 | 148        | 21.7               |
| 2008 | J1・J2・入替 ナビスコ ゼロックス | 685  | H         | 976  | 1.42       | 1119   | 22       | 37     | 1.63         | 0.086        | 2     |  | H  | 293        | 42.8               |
| 2008 | J1・J2・入替 ナビスコ ゼロックス | 685  | A         | 820  | 1.20       | 1311   | 16       | 54     | 1.91         | 0.102        | 4     |  | A  | 219        | 32.0               |
| 2008 | J1・J2・入替 ナビスコ ゼロックス | 685  | 計        | 1796 | 2.62       | 2430   | 38       | 91     | 3.55         | 0.188        | 6     |  | 分 | 173        | 25.3               |

- 備考

1. Jリーグを担当する主審は2006年が31人、2007年が38人、2008年が36人（途中交代で主審を務めた副審は除く）である
2. 表中の「H」はホームチーム、「A」はアウェイチーム、「分」は引き分けを示す
3. 平均退場数に、監督・コーチ等チームスタッフの退席分は含まない
4. 一部試合に関する注意点
  1. *2006年ナビスコカップ準決勝第2戦（9月20日）の千葉-川崎戦、2007年ナビスコカップ準々決勝第2戦（7月15日）の川崎-甲府戦は延長戦となったため、また2008年J2第3節（3月20日）の仙台-福岡戦では片山義継主審が後半32分に村上孝治副審と交代したため、それぞれ90分当たりの平均値とした。
  2. **2006年J2第35節（8月23日）の鳥栖-神戸戦における、近藤祐介（神戸）に対する警告は、主審・副審の手続きに誤りがあったため、警告累積等、懲戒運用上の警告処分は取り消されたが、公式記録は変更されず、また本稿では主審のカード提示枚数を記載しているため、この警告を含めた。
  3. ***2007年J1第10節（5月6日）の大分-広島戦における、藤田義明（大分）に対する2回目の警告は長田和久主審の人違いであったため、出場停止等、懲戒運用上の退場処分（警告2回）は取り消されたが、公式記録は変更されず、また本稿では主審のカード提示枚数を記載しているため、この退場を含めた。

- 出典 - Jリーグ「Jリーグ試合記録」